# رومان باسكوف
رومان باسكوف (بالروسية: Баськов, Роман Николаевич)‏ هو مدرب كرة قدم ولاعب كرة قدم روسي في مركز الوسط، ولد في 1 أبريل 1978 في فولجسكي في روسيا. لعب مع نادي أكاديمية تولياتي لكرة القدم ونادي أورينبورغ.

## وصلات خارجية
- رومان باسكوف على موقع قاعدة بيانات كرة القدم.إي يو (الإنجليزية)
- رومان باسكوف على موقع Soccerway.com (الإنجليزية)